# 細石器

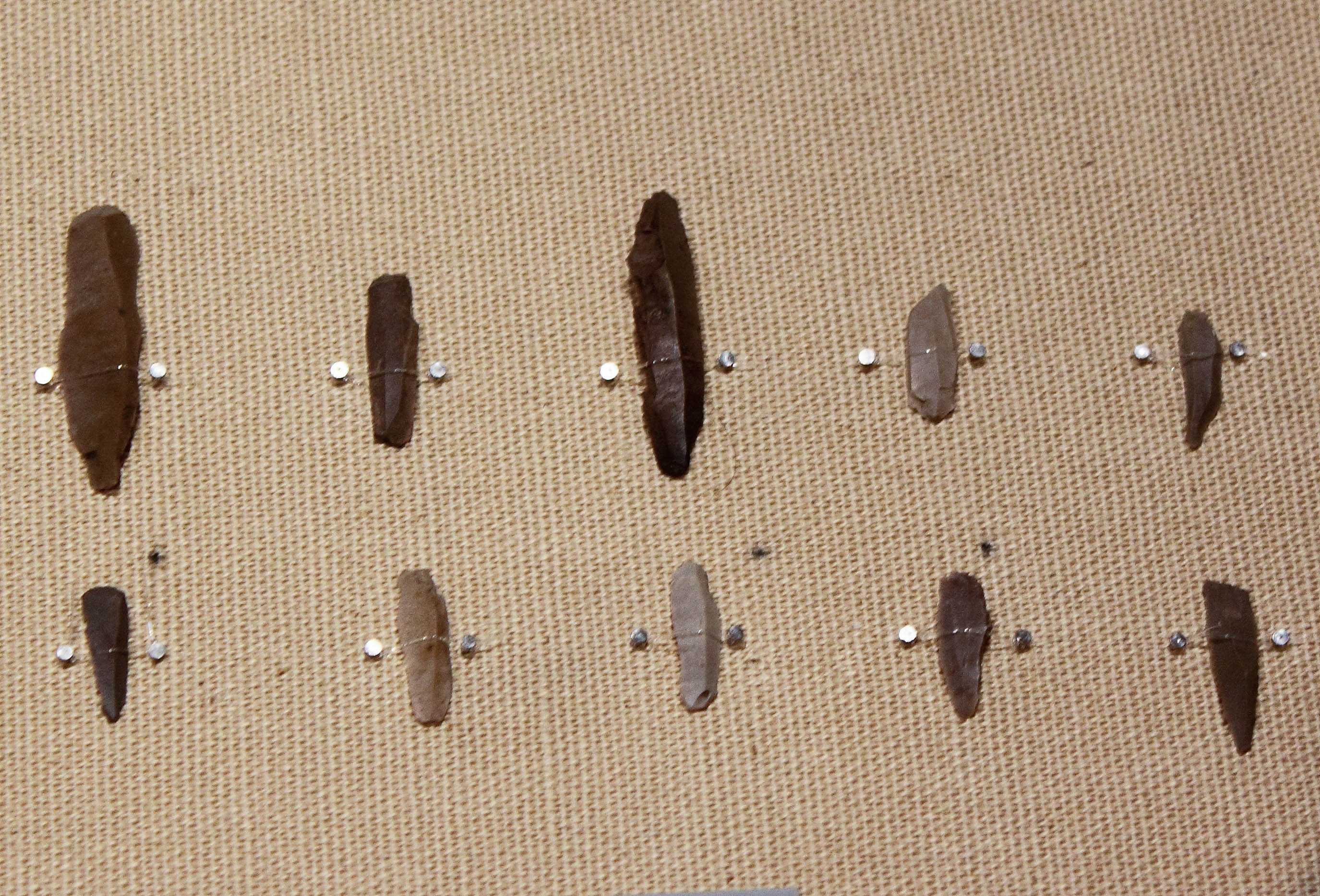
新潟県で発掘された前16000年と推定される細石刃（東京国立博物館）

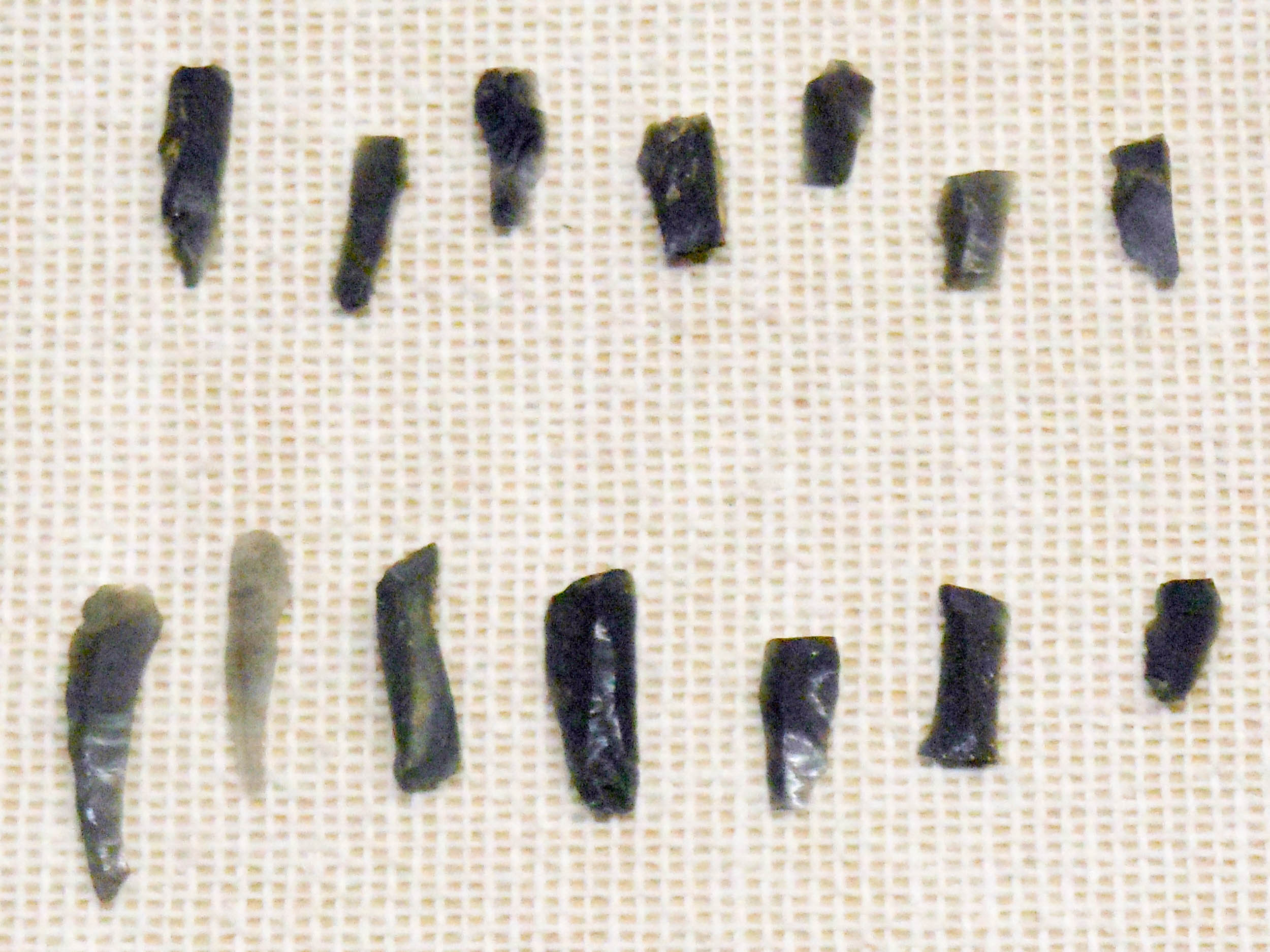
佐賀県で発掘された約13,000 - 12,000年前の黒曜石でできた細石刃

細石器（さいせっき、マイクロリス、microlith）とは、打製石器の一種で、小型かつ刃の特徴を持つ石器である。日本国内では一般的には旧石器時代後期に分類されるが、ヨーロッパ等では旧石器時代および新石器時代の過渡期として中石器時代が設定されており、ここに属するとされる場合もある。ユーラシア大陸の中央部にあるアルタイ地方には約4万年前頃に幅1センチメートル以下の石刃（細石刃:さいせきじん）がすでに発生していたという。これが東シベリア・極東地域の細石刃の起源であるとされている。しかし、最近では、このような石器の変遷観は見直されようとしている。

## 概要
日本列島の旧石器時代の最終に現れたのが、この細石器（細石刃）を使った細石刃文化である。この文化がいつ頃から出現するのか、正確な年代はよく分かっていない。本州でこの文化のもっとも古い年代は静岡県休場（やすみば）遺跡から知られ、C14年代測定法によれば14,300年前で、終末は12,000年前にむかえたようである。北海道では約2万年前といわれている。この文化の存続期間は短かった。縄文時代の草創期まで存続した可能性が高い。
この細石刃文化期（14,300～12,000年前）の遺跡は、全国で500個所を優に超える。特に遺跡密度が高いのは北海道と九州で、近畿地方では遺跡数が極端に少ない。
石材は黒曜石、砂岩、チャート、流紋岩、ガラス質安山岩、硬質頁岩などである。つまり、その地域で利用できる岩石が用いられた。
この文化は、細石刃核の形態や製作技術に地域的な変化が顕著であり、それが特徴である。
北海道の細石刃核は、湧別技法として知られる白滝型・札骨（さつこつ）型・峠下（とうげした）型・蘭越（らんこし）型、忍路子（おしょろこ）型、幌加（ほろか）型、射的山型、紅葉山型などに類別される。この湧別技法やその影響を受けた細石刃剥離技術は、津軽海峡を越えて山形県、新潟県、茨城県など東北地方の北半分まで拡がっており、荒屋（あらや）型彫器を伴って検出される。
一方、西北九州を中心に、福井型と呼ばれる細石刃核が存在する。この石核には、縄文時代の草創期の土器である豆粒文土器、隆起線文土器、爪形文土器などを伴う。このほか南九州を中心に畦原（うねはら）型が知られる。
野岳・休場型細石刃核は、関東・中部地方から九州までの広い地域に広がっており、円錐形、半円錐形、角柱状などの形をしている。
また、船野型細石刃核も宮崎平野、大野川流域から近畿南部、東海を経て中部南半分、南関東まで広く分布している。
大きく分けると、日本列島の細石刃文化は、北東日本の楔形細石刃と南西日本の野岳・休場型や船野型細石刃の二つの分布圏に分かれる。前者はシベリアから北海道を経由して本州へ、後者は中国黄河中・下流から九州を経由して本州へ及んだらしい。この文化段階で、北方から相当数本州へやってきた可能性が否定できず、後期旧石器人がそのまま縄文人になったわけではないと想像できる。

## 使用方法
長さはだいたい3センチ以下、幅0.5センチ前後で小形の石刃で、幾つかを木や動物の骨の柄に溝を掘り、はめ込んで使用した。植刃器や尖頭器として用いられた一種の替え刃式の石器である。槍や銛の先端近くに刃として埋め込んで貫通性能を高め、槍全体を軽量化することによって投げ槍としての命中率を高める効果も期待されたと推測される。別名、細石刃（さいせきじん）。
日本では細石刃を装着した実例は知られていないが、シベリヤや中国の出土例から類推されている。
世界にさきがけて中国東北部からシベリアのバイカル湖付近で発達したと考えられており、アラスカに至るまで瞬く間に広がり、世界各地の広い範囲から出土している。

## 関連
崎谷満は細石刃技法の担い手をY染色体ハプログループC2（C-M217）としている。